# Konspirationsteori
En konspirationsteori er forestillingen om, at en begivenhed er sket eller en situation er indtrådt som følge af en sammensværgelse i hemmelige og magtfulde kredse, som ofte er politisk motiverede, når andre forklaringer er mere sandsynlige. Begrebet er negativt ladet, for det indebærer, at forestillingen er baseret på fordomme og utilstrækkelig dokumentation. I en konspirationsteori er forestillingen om sammensværgelsen kendetegnet ved at gå imod den fremherskende opfattelse blandt de lærde og uddannede, fx inden for naturvidenskab og historie, altså folk som anses for de bedst egnede til at vurdere en sådan teoris troværdighed.
Konspirationsteorier afviser alle former for modbeviser og baserer sig gerne på cirkelslutninger: såvel kendsgerninger der modsiger teorien som mangel på kendsgerninger der støtter den anses ikke at være til hinder for, at den er sand. Herved bliver en konspirationsteori til et spørgsmål om tro, og ikke noget som kan bevises eller modbevises. Forskning tyder på, at det at tro på konspirationsteorier kan være psykisk skadeligt og sygeligt, og at det er kædet sammen med psykologisk projektion, paranoia og machiavellisme, foruden fænomenet apophenia.
Gennem historien har konspirationsteorier været tæt knyttet til fordomme, heksejagter, krige og folkedrab. Personer som står bag terrorangreb, som fx Timothy McVeigh og Anders Breivik, tror ofte fuldt og fast på konspirationsteorier, men det kan også gælde et lands regering, som det fx har været tilfældet i Nazi-Tyskland, Sovjetunionen og Tyrkiet. Da Sydafrikas regering på baggrund af konspirationsteorier benægtede, at der var en sammenhæng mellem HIV og AIDS, medførte det omkring 330.000 AIDS-dødsfald. QAnon-bevægelsens benægtelse af resultatet af præsidentvalget i USA i 2020 førte i begyndelsen af 2021 til stormen på United States Capitol. Under en hungersnød, der ramte 3 mio mennesker, afslog Zambias regering, på baggrund af konspirationsteorier om genmodificeret mad, fødevarehjælp fra USA. Konspirationsteorier er en alvorlig hindring for forbedringer i folkesundhed, når de fx opfordrer til at man afstår fra vaccination og fra at lade drikkevand behandle med flour, og de er sat i forbindelse med sygdomsudbrud, som kunne være undgået med vacciner. Andre følgevirkninger af konspirationsteorier er manglende tillid til videnskabelig dokumentation, radikalisering og ideologisk styrkelse af ekstremistiske grupper, samt negative følger for økonomien.
Hvor konspirationsteorier tidligere mest florerede i små, marginale kredse, blev de i årtierne omkring 2000 til et udbredt kulturelt fænomen i massemedier og på sociale medier. Det er fremført, at denne tids omsiggribende følelse af ensomhed har medvirket hertil. Teorierne har tilhængere over hele verden, og nogle steder tror endda et flertal af befolkningen på dem.
Indgreb mod udbredelsen af konspirationsteorier består i at fastholde et åbent samfund og styrke befolkningens evne til analytisk tænkning.

## Definition
En konspirationsteori er en ekstrem form for skepticisme, som bygger på en eller flere af følgende påstande:[kilde mangler]
1. At nogen har en hemmelighed, som man er ene om at have opdaget, eller som kun kendes blandt nogle få indviede.
2. At der eksisterer en gruppe magtfulde og/eller indflydelsesrige mennesker, der har en skjult hensigt om at samarbejde med det formål at opnå økonomisk eller politisk magt eller andre fordele, normalt organiseret således, at det sker på bekostning af en anden gruppe mennesker eller endog hele menneskeheden. Konspirationen ville imidlertid ikke kunne gennemføres, hvis deres hensigt og/eller samarbejde skete åbent.
3. At politikere eller andre magthavere i almindelighed har skjulte hensigter med deres udtalelser eller handlinger.

## Genrebestemmelse
Konspirationer findes. Men ikke alle uforklarlige hændelser er konspirationer

 — Dan H. Andersen om Da Vinci-mysteriet
Citatet hentyder til, at der findes mange eksempler på veldokumenterede konspirationer. Konspirationsteorier er teorier, som ikke er veldokumenterede, eller som fremlægger en dokumentation, der ikke anerkendes af forskere på området. Konspirationsteorier leverer uverificerbare svar på spørgsmål om komplicerede sager. De skelner ikke klart mellem fakta og fiktion, hvorved de er beslægtede med – eller i nogle tilfælde udbygninger af – vandrehistorier. Fortællinger om konspirationer har ofte en struktur, der ligner myternes. Der er nogle regler for denne genre i litteraturen. De er også beslægtede med krimier, fordi de tilbyder opklaring af en gåde, som forekommer uløselig.

## Små og store konspirationer
En konspiration er vanskeligere at gennemføre, jo flere der er involveret. Det kan bruges som et første indicium på en konspirationsteori. En konspiration mellem en folkevalgt politiker og hans suppleant om, at politikeren skal gå af lige efter valget, er i høj grad gennemførlig, men vanskelig at bevise. Derimod vil en konspiration mellem brandmænd om at antænde brande i hverandres distrikter for at holde beskæftigelsen oppe, være vanskelig at skjule på grund af antallet af involverede. At en enkelt brandmand sætter ild på i sit eget distrikt afsløres af og til.[kilde mangler]

## Kendetegn
Konspirationsteorier varierer, men deler ofte en række karakteristika, herunder:
1. Opbygges på basis af begrænsede data eller indicier. (F.eks. på baggrund af medierapporter og billeder i stedet for grundig indsigt i baggrundsmateriale.)
2. Ophavsmændene og tilhængerne af en konspirationsteori drager som regel konklusionen først og søger derefter efter argumenter for dens rigtighed.[39]
3. Beskæftiger sig med begivenheder eller processer, der har stor historisk eller følelsesmæssig betydning.
4. Reducerer sociale fænomener, der er moralsk komplicerede, til simple, umoralske handlinger. Fejl begået af upersonlige årsager af institutioner tolkes som ondskabsfulde og bevidste handlinger af umoralske individer.
5. Personliggør komplekse sociale fænomener gennem magtfulde konspiratorer. Ofte leder "usandsynligheden" af en række begivenheder konspirationsteoretikerne til at forestille sig, at der må sidde en magtfuld person bag dem.
6. Konspiratorerne tilskrives overmenneskelige evner eller ressourcer.
7. Argumenter udledes induktivt, ikke deduktivt, idet induktive trin gives lige så megen vægt som de deduktive trin.
8. Appellerer til sund fornuft, hvor fagundersøgelser af sociologiske og videnskabelige fænomener tilsidesættes.
9. Indeholder velkendte logiske og metodiske fejl.
10. Produceres og udbredes blandt folk udenfor akademiske selskaber, og modtager sjældent peer review.
11. Opretholdes ofte af personer med påviseligt forkerte opfattelser af de relevante videnskaber.
12. Har ingen troværdighed blandt eksperter.
13. Eksperters afvisninger bliver ignoreret, idet de betegnes som naive medløbere, eller endda brugt som yderligere beviser i fortællingen, idet afvisningen ses som endnu et tegn på konspiration, som eksperterne er en del af.[39]

## Populære konspirationsteorier
- At de (første) bemandede månelandinger var forfalskede – se konspirationsteorier om månelandingen
- At det dødelige attentat på John F. Kennedy havde andre gerningsmænd end Lee Harvey Oswald og var planlagt af magtfulde grupper som Ku Klux Klan, Mafiaen, FBI og CIA
- At de egentlige bagmænd bag Terrorangrebet den 11. september 2001 ikke var al-Qaeda, men CIA, Mossad eller tredje aktør (se: Konspirationsteorier om terrorangrebet den 11. september 2001)
- At en CIA-styret robot har overtaget følsomme dele af Wikipedia. Kilde mangler som oftest til konspirationsteorier
- At holocaust begået under anden verdenskrig mod jøderne aldrig har fundet sted, men er en zionistisk konspiration. [40]
- At Echelon-netværket er det største spion-netværk i historien
- At Area 51 er landingsbane for ufo'er
- At Egyptens pyramider, Den Kinesiske Mur, Colosseum og alle andre storslåede bygningsværker fra antikken er opført inden for de sidste 1.000 år
- At High-frequency Active Auroral Research Program (en) er andet end et uskyldigt forskningsprogram, men årsag til naturkatastrofer o.a.
- At verden styres af et "hemmeligt" selskab, som eksempelvis Illuminati, eller af særlig magtfulde grupper, der i hemmelighed konspirerer i fora som eksempelvis Bilderberggruppen
- At reptilske humanoider udgiver sig for kendte personer, som den tidligere amerikanske præsident George W. Bush og Elizabeth 2. af Storbritannien.[41]

## Konspirationsteoriers virkning
Den danske ekspert Dan H. Andersen har advaret om, at konspirationsteorier kan lamme grundlaget for politiske beslutninger, fx hvis budskabet er, at sex med en jomfru kan kurere AIDS, eller at der eksisterer en verdensomspændende sammensværgelse.

## Konspirationsteorier i fiktion og litteratur
- Men in Black
- JFK
- X-Files
- Farlige Teorier (1997) med Mel Gibson og Julia Roberts
- Det som ingen ved
- Enemy of the State (1998) med Will Smith og Gene Hackman

### Udenlandsk
- Leo Löwenthal (1949/2021): Falsche Propheten, Suhrkamp, 250 sider, ISBN 9783518587621
- Richard Hofstadter (1964/2008): The Paranoid Style of American Politics, Vintage, 330 sider, ISBN 9780307388445, Essay fra Harper’s Magazine
- Hannah Arendt (1972): Crises of the Republic, Mariner Books, 240 sider, ISBN 9780156232005
- George Packer (2021): The Last Best Hope, Vintage Publishing, 240 sider, ISBN 9781787333420

### Dansk
- Andersen, Dan. H (2006): Skjulte magter? Hemmelige selskaber i 1000 år. Aschehoug
- Just, Steen & Jens Christian Jacobsen (1999): Verdensmyter – mellem tanke og handling, Samfundslitteratur
- Thorup, M. (2018). ’Sandheden vil sætte os fri’ - Konspirationsteori som demokratisk praksis. Slagmark - Tidsskrift for idéhistorie, (69), 157–172.